# Железне Двері
Железне Двері (словен. Železne Dveri) — поселення в общині Лютомер, Помурський регіон, Словенія. Висота над рівнем моря: 257,2 м.